# Ozyptila lugubris
Ozyptila lugubris es una especie de araña cangrejo del género Ozyptila, familia Thomisidae.

## Distribución
Esta especie se encuentra en Kazajistán, Irán, Turkmenistán y Uzbekistán.